# کونستانتین مازنیکوف
کونستانتین مازنیکوف (بلغاری: Константин Мазников؛ ۵ آوریل ۱۹۰۵ – ۲۲ اکتبر ۱۹۶۷) بازیکن فوتبال اهل بلغارستان بود.
از باشگاه‌هایی که در آن بازی کرده‌است می‌توان به باشگاه فوتبال لفسکی صوفیه اشاره کرد.
وی همچنین در تیم ملی فوتبال بلغارستان بازی کرده‌است.